# Cartismo (Paraguay)
En Paraguay, el cartismo es una corriente política dentro del Partido Colorado, caracterizada por la influencia de Horacio Cartes, empresario y presidente de Paraguay entre 2013 y 2018. Si bien Cartes —quien se afilió al partido en 2009 y fundó su propio movimiento, Honor Colorado, en 2010— consolidó su liderazgo político durante su mandato como presidente, su verdadera influencia dentro del partido y en la política paraguaya comenzó a intensificarse tras dejar la presidencia. A través de su poder económico y sus alianzas estratégicas, logró establecer una estructura de control dentro del Partido Colorado, influyendo en la selección de candidatos y en la orientación de las políticas partidarias.
El cartismo ha sido objeto de debate, tanto por su impacto en la estabilidad del partido como por las críticas que recibe respecto a la concentración de poder y su relación con sectores empresariales. Mientras sus seguidores lo consideran un modelo de liderazgo pragmático y eficaz, sus detractores lo acusan de haber debilitado la democracia paraguaya mediante el control de las instituciones y el financiamiento de su red de influencia política.

## Orígenes y consolidación
La inserción formal de Horacio Cartes en la política de Paraguay se remonta de septiembre de 2009, cuando se afilió a la Asociación Nacional Republicana (ANR), más conocido como Partido Colorado. En noviembre de ese mismo año procedió a su inscripción en el Registro Cívico Permanente, y, de acuerdo con los antecedentes documentales, ejerció su derecho al sufragio por primera vez en las elecciones internas del partido en julio de 2010. En aquel momento, Cartes reconoció que informes de que había sido objeto de un proceso judicial durante el régimen stronista por un caso relacionado con evasión de divisas eran ciertos, aunque aseguró su inocencia de dichos cargos y que mantenía su conciencia en calma. Estableció analogías entre la política y el ámbito empresarial, diferenciándolas únicamente por el carácter más «virulento» del primero. Reconoció la centralidad del capital en su posicionamiento inicial, pero reivindicó su liderazgo como factor determinante, y que su motivación política respondía a una vocación genuina más que a una ambición personal.
Cartes fundó el movimiento interno Honor Colorado en noviembre de 2010 para la participación en las elecciones nacionales, obteniendo buenos resultados y finalmente logrando imponer a Cartes como presidente en las elecciones generales de Paraguay de 2013. En sus primeros años de gobierno, Cartes implementó una serie de reforma económicas que incluyeron la liberalización de ciertos sectores, la mejora de la infraestructura y una serie de reformas fiscales. Estas políticas fueron fundamentales para cimentar el apoyo político dentro de su partido, el Partido Colorado.
A lo largo de su gobierno, Cartes impulsó una agenda de reforma electoral que fue vista por muchos como un intento de asegurar su influencia en futuras elecciones. En particular, las reformas a las leyes de financiamiento de partidos y la implementación de nuevas tecnologías en los procesos electorales fueron algunos de los aspectos más debatidos durante su mandato.
Tuvo repercusiones en las relaciones internacionales de Paraguay. Durante su mandato, Cartes posicionó a Paraguay como un aliado cercano de Estados Unidos, Israel, la República de China (Taiwán) y de otras naciones de América Latina, en particular en temas de comercio y seguridad regional. Sin embargo, su relación con gobiernos de izquierda en la región, como los de Venezuela y Bolivia, fue tensa, lo que llevó a Paraguay a aislarse de ciertos grupos regionales.

## Poder y red de influencia
Horacio Cartes, antes de asumir la presidencia de Paraguay, ya era un prominente empresario que acumuló un gran poder económico a través de su participación en diversos sectores, incluyendo el tabaco, la banca, y la industria alimentaria. Este poder económico fue un factor clave en su ingreso y ascenso dentro del Partido Colorado. La influencia de Cartes sobre la economía paraguaya le permitió tener un control sobre la política, utilizando su fortuna para financiar campañas y atraer a diversos sectores del partido, lo que le permitió consolidarse como una figura de liderazgo en Paraguay.

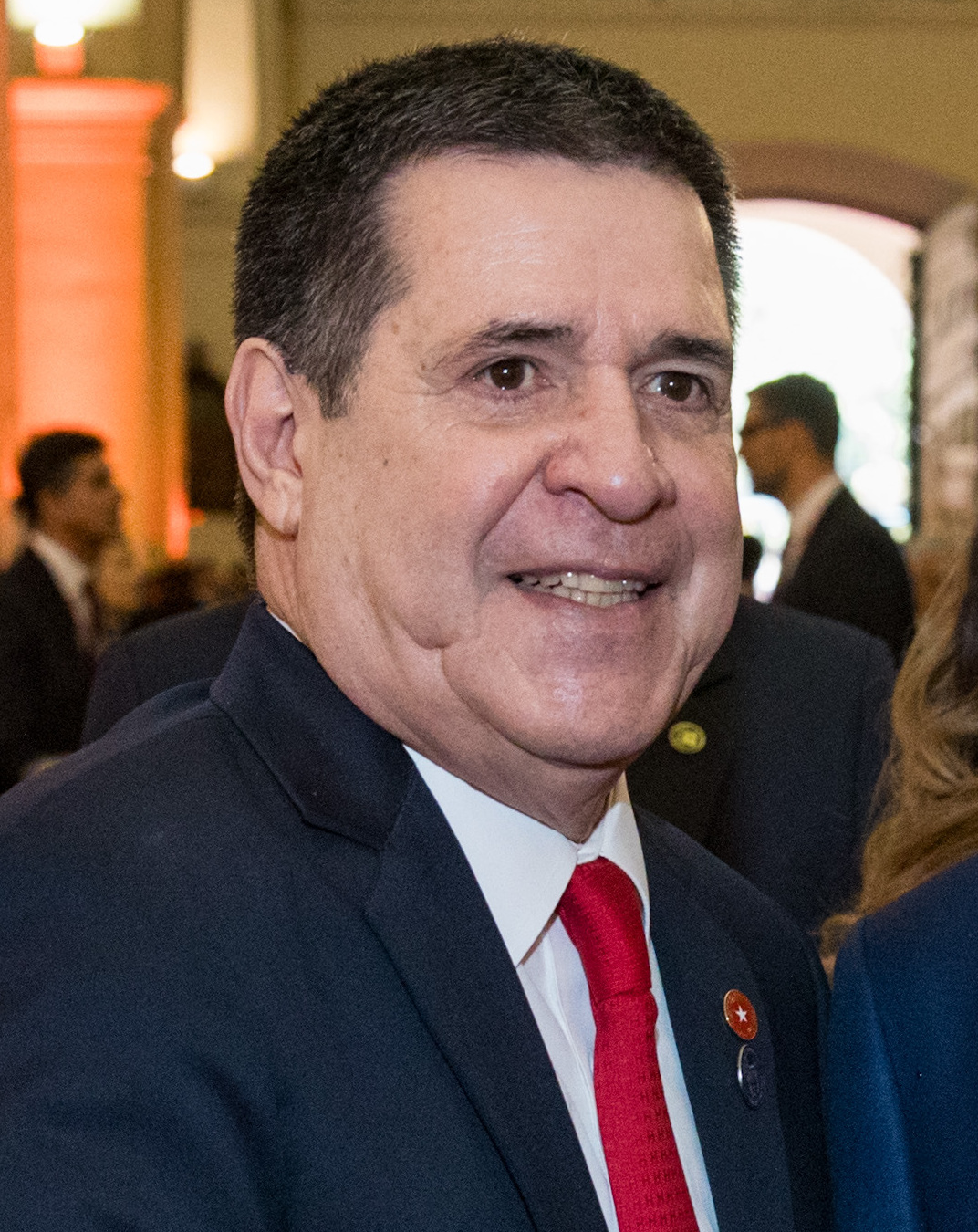
Cartes posmandato (2023).

Tras su mandato presidencial, la influencia de Cartes dentro del Partido Colorado y de la política paraguaya no disminuyó. De hecho, se incrementó su poder, llevando a los medios nacionales a denominar su influencia como «cartismo». Esta corriente se caracteriza por la fuerte relación entre el poder económico y político, ya que Cartes continuó influyendo en la política nacional mediante el financiamiento de diversas campañas electorales dentro de su partido.
Formó alianzas con caudillos tradicionales, como Juan Carlos Galaverna, consolidando aún más su poder dentro de la estructura del partido. Estas alianzas facilitaron el ascenso de candidatos afines a su visión política, asegurando la permanencia de su influencia dentro de la política paraguaya incluso después de dejar la presidencia.
El cartismo se ha consolidado como una fuerza dentro del Partido Colorado, en la que la figura de Cartes sigue siendo crucial para la toma de decisiones políticas, vinculando directamente los intereses económicos del exmandatario con las estrategias políticas del partido.

## Culto a la personalidad
El culto a la personalidad en torno a Horacio Cartes se manifestó incluso después de su mandato presidencial. Un ejemplo fue la diputada Del Pilar Medina, quien en 2022 colocó en su curul un cartel con la imagen de Cartes y la frase «Horacio por siempre», además de expresar: «Sí, yo soy perrito, Horacio Cartes es mi dueño», lo que generó polémica al ser interpretado como un símbolo de sumisión y personalización del poder. Medina también se refirió a Cartes como «el tercer reconstructor del Paraguay», una frase considerada como reivindicativa de la dictadura militar de Alfredo Stroessner, ya que los colorados partidarios de Stroessner califican como reconstructores del Paraguay a Bernardino Caballero (fundador del Partido Colorado), el primero, y a Stroessner, el segundo. Este fenómeno también se reflejó en la creación de grupos de apoyo personalista, como los descritos en 2015 por Gustavo García en ABC Color, en los que se promovía la defensa del cartismo y la represión de críticas hacia el expresidente.
Además, el culto a la personalidad de Horacio Cartes se evidenció en actos simbólicos, como el recibimiento masivo de funcionarios y simpatizantes del Partido Colorado en su cumpleaños, en 2016. Según ABC Color, este acto evocó las prácticas del dictador Alfredo Stroessner, quien recibía a cortesanos y seguidores cada 3 de noviembre. Cartes, al igual que Stroessner, se mostró como el «líder intocable», recibiendo saludos de funcionarios públicos, algunos de los cuales pidieron permiso para asistir al evento, y una gran cantidad de simpatizantes que se agolparon para felicitarlo en la sede del Partido Colorado.

## Controversias y críticas
El cartismo ha sido objeto de críticas, siendo acusado de tendencias autoritarias y el uso del poder presidencial para controlar instituciones clave, como el poder judicial. Su concentración de poder ha sido vista como un desafío a la democracia y la separación de poderes en Paraguay. La relación del cartismo con los sectores empresariales también ha generado controversia, ya que algunos críticos argumentan que favoreció a los intereses económicos en detrimento de las necesidades sociales. Este fenómeno ha sido objeto de debate, ya que algunos observadores lo interpretan como una forma de nepotismo político donde el poder económico sigue influyendo fuertemente en la política.
Cartes ha sido descrito como la «eminencia gris» de la política paraguaya debido a su influencia en la toma de decisiones, incluso cuando no ocupa cargos oficiales. Su poder ha sido descrito como aún siendo clave en las estrategias del partido y en la política del país.

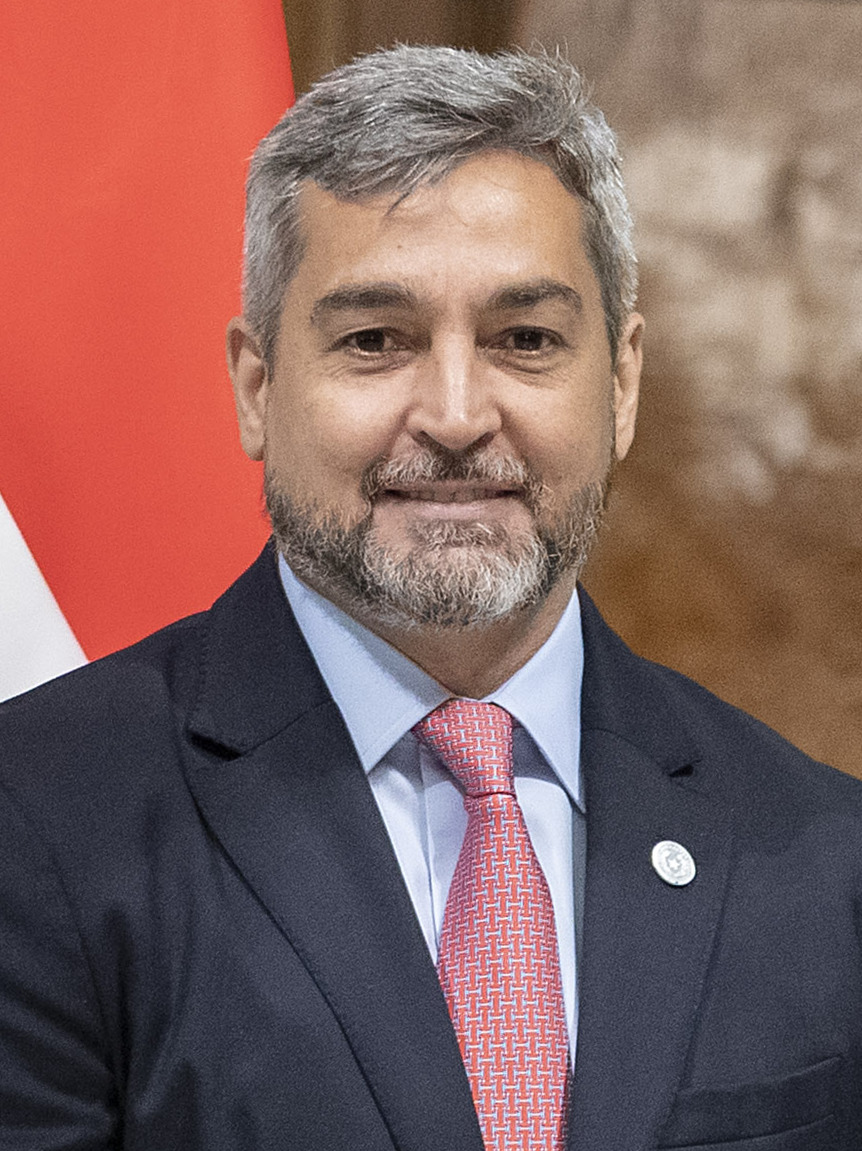
Mario Abdo Benítez, presidente de Paraguay (2018-2023). Cartes y Abdo Benítez han sido tanto aliados como rivales políticos en distintas ocasiones.

En diciembre de 2017, Mario Abdo Benítez ganó las primarias presidenciales del Partido Colorado al derrotar al candidato apoyado por Cartes, Santiago Peña. Abdo Benítez y Cartes se mostraron juntos de camino a las elecciones generales de 2018, con Abdo Benítez agradeciendo a Cartes por su ayuda brindada, pese a que durante el gobierno de este último, Abdo Benítez encabezó el bloque interno del Partido Colorado opositor a Cartes. Abdo Benítez finalmente terminaría ganando las elecciones generales de 2018, y durante su gobierno se los verían a ambos manteniendo una alianza total, con el cartismo siendo acreditado por salvar a Abdo Benítez de un proceso de destitución sobre un acta bilateral con el Brasil con respecto a la Represa de Itaipú. Sin embargo, llegada la campaña a las elecciones generales de 2023, ambos retomarían su rivalidad política, con Abdo Benítez comparando a Cartes con Al Capone, y tras abandonar la presidencia, afirmar (sin mencionar a Cartes directamente) que el «hombre más poderoso» de su país lo quiere «ver preso», luego de haber sido imputado por presunta revelación de secretos tras una querella interpuesta por Cartes, mientras que Cartes, por su parte, lo acusó de traición al Partido Colorado (también sin mencionar su nombre) después de que mantuviera cercanías con sectores opositores al oficialismo.

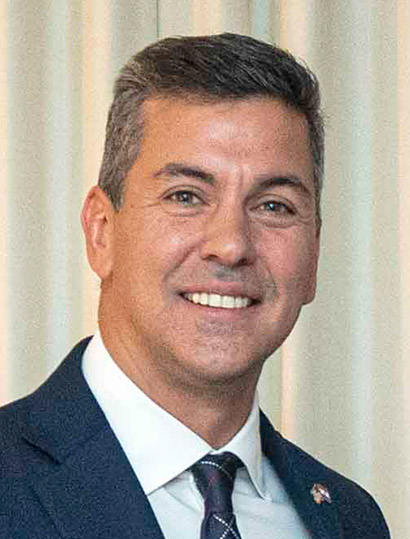
Críticos del cartismo consideran al presidente de Paraguay (desde 2023) Santiago Peña como un «títere» de Cartes, sugiriendo que su poder sigue marcando la administración.

En este contexto, algunos críticos de la oposición han señalado a Santiago Peña, quien sucedió a Abdo Benítez como presidente, como un «títere» de Cartes, sugiriendo que, aunque Peña ocupa la presidencia de la República, se encuentra en una relación de dependencia con Cartes, argumentando que la influencia de este último sigue marcando el rumbo de la administración del primero, especialmente en cuestiones estratégicas y de poder dentro del Partido Colorado. Sin embargo, dentro del Partido Colorado y los sectores oficialistas, las opiniones de simpatizantes de Peña y Cartes dan a señalarlos como en una relación de aliados y buenos socios estratégicos, más que de dependencia.